# آبشار هاوایی
آبشار هاوائی (به انگلیسی: Hi'ilawe Waterfall) آبشاری است که در هاوائی، ایالات متحده آمریکا واقع شده و ارتفاع کلی ریزشگاه آن ۱،۴۵۰ پا است.